# Andinobates
Andinobates – rodzaj płazów bezogonowych z podrodziny Dendrobatinae w rodzinie drzewołazowatych (Dendrobatidae).

## Zasięg występowania
Rodzaj obejmuje gatunki występujące w lasach deszczowych Kolumbii (departamenty: Antioquia, Chocó, Santander, Cundinamarca, Caldas, Cauca, Córdoba, Tolima, Valle del Cauca, Quindío i Risaralda), Ekwadoru (prowincja Napo) i Panamy (prowincje: Bocas del Toro, Colón, Coclé, Kuna Yala i Veraguas).

## Systematyka

### Etymologia
Andinobates: hiszp. Andino „z Andów”; gr. βατης batēs „piechur”, od βατεω bateō „stąpać”, od βαινω bainō „chodzić”. 

### Podział systematyczny
Do rodzaju należą następujące gatunki:
- Andinobates abditus (Myers & Daly, 1976)
- Andinobates altobueyensis (Silverstone, 1975)
- Andinobates bombetes (Myers & Daly, 1980)
- Andinobates cassidyhornae Amézquita, Márquez, Mejía-Vargas, Kahn, Suárez & Mazariegos, 2013
- Andinobates claudiae (Jungfer, Lötters & Jörgens, 2000)
- Andinobates daleswansoni (Rueda-Almonacid, Rada, Sánchez-Pacheco, Velásquez-Álvarez & Quevedo-Gil, 2006)
- Andinobates dorisswansonae (Rueda-Almonacid, Rada, Sánchez-Pacheco, Velásquez-Álvarez & Quevedo-Gil, 2006)
- Andinobates fulguritus (Silverstone, 1975)
- Andinobates geminisae Batista, Jaramillo, Ponce & Crawford, 2014
- Andinobates minutus (Shreve, 1935)
- Andinobates opisthomelas (Boulenger, 1899)
- Andinobates supata Chaves-Portilla, Salazar, Gil, Gil-Acero, Dorado-Correa, Márquez, Rueda-Almonacid & Amézquita, 2021
- Andinobates tolimensis (Bernal-Bautista, Luna-Mora, Gallego & Quevedo-Gil, 2007)
- Andinobates victimatus Márquez, Mejía-Vargas, Palacios-Rodríguez, Ramírez-Castañeda & Amézquita, 2017
- Andinobates viridis (Myers & Daly, 1976)
- Andinobates virolinensis (Ruiz-Carranza & Ramírez-Pinilla, 1992)